# 心理歴史学
心理歴史学（しんりれきしがく、Psychohistory）は、アイザック・アシモフのSF小説ファウンデーションシリーズ（銀河帝国興亡史）に登場する架空の学問である科学分野。

## 概要
膨大な数の人間集団の行動を予測する為の数学的手法。社会的、経済的な刺激への人間の感情や反応に一定の規則を見いだすことで、未来の人類の行動をも予測しうる。
ファウンデーションシリーズの根幹をなす小道具である。アシモフはこのシリーズで、エドワード・ギボンの『ローマ帝国衰亡史』を参考にした宇宙未来史を描くことを構想した。同時にSF的要素として、人類の未来を数学的に予測する手段を作品に導入することを思い立ち、気体分子運動論において、個々の分子の運動は予測できないが、分子の集団としての気体であれば平均的な運動を計算できるというアナロジーをもとに、分子を人間に、気体を人間の集団に置き換えて「心理歴史学」を考案した。
心理歴史学による未来予測が可能かどうかは、以下の3点が重要であるとされている（これらは気体分子運動論の基本原則に直接対応している）。
- 個人ではなく、膨大な人数から構成される集団を扱うこと（気体分子単独で無く、膨大な数の分子を含む気体を扱うのと同じ）
- 人々が心理歴史学による予測の内容について知らされず、その影響を受けずに自発的に行動していること（気体分子のようにランダムに行動すること）
- 扱う集団が人類のみで構成されていること（気体分子以外の要因が存在しないこと）

過去の歴史の評価よりも、未来予測に主眼を置いている点で、むしろ「心理社会学（Psycosociology）」という名称の方がふさわしいのではないかとの意見があり、後年アシモフ自身もそれを認めながら「当時は『銀河系宇宙の歴史を描く』という考えに取り憑かれていたために『心理歴史学』という言葉しか考えつかなかった」と述べている。また同時に「人間集団の行動と気体分子運動論の間にはやはりアナロジーは成立しないのでないか」と述べ、むしろ近年登場したカオス理論に言及している（『ゴールド -黄金』）。これを反映してか、アシモフの死後に3人のSF作家により書かれた『新・銀河帝国興亡史』3部作では、人類社会の秩序を破壊しようとする「混沌（カオス）」と、心理歴史学により秩序を護ろうとするセルダン達との対決の構図が描かれている。
ファウンデーションシリーズとロボットシリーズとの融合を目した『ファウンデーションの彼方へ』以降の作品では、心理歴史学とロボット工学三原則との関わりが描かれており、R・ダニール・オリヴォーら「第零法則」に従うロボット達が、人類全体の危機を回避するには未来を定量的に予測する必要があったことから、心理歴史学の登場を仕組んでいたことが明かされている。
ファウンデーションシリーズには人類以外の異星人が登場しなかったため、前述の基本原則の3番目の項目（扱う集団が人類のみ）は明示されず、「あまりに明白なため逆に誰も気が付かない原則」であった。『ファウンデーションと地球』の結末においてようやく明示され、今後同シリーズに異星人（他の銀河系の知的生命体）が登場する構想が示唆されていたが、結局アシモフ自身の死去により描かれないままに終わっている。しかし『新・銀河帝国興亡史』の最終巻『ファウンデーションの勝利』の終盤では『ファウンデーションと地球』以降の展開への布石が打たれている。

## 作品中における心理歴史学
銀河帝国末期、辺境の惑星ヘリコン出身の数学者、ハリ・セルダンにより考案された。
当初、セルダン自身は心理歴史学をあくまで思考実験と捉えており、実用化は銀河系社会があまりに人口膨大かつ複雑であるために不可能であると考えていた。しかし学会のために訪れた銀河帝国の首都惑星トランターでの体験により、実用化の必要性とその手段とを見出し、以後トランターに留まり生涯をその研究に捧げる事となる。
時の銀河皇帝クレオン一世と宰相エトー・デマーゼルの援助、ユーゴ・アマリルら若き才能の参加、心理歴史学の全ての数式を収納して表示・演算できる「プライム・レィディアント（基本輻射体）」の発明などの手助けもあったものの、研究は困難を極めた。
最終的に、セルダンは銀河帝国の崩壊とその後の数万年に及ぶ暗黒時代の到来を予測し、その暗黒時代の期間を1000年に短縮すると共に、その後により健全で強固な第二帝国を復興させる事を目的に、「セルダン・プラン」と呼ばれる未来の人類のコースを設定し、その実現のために二つのファウンデーションを設立した。第一ファウンデーション（ターミナス）の人々は、その第二帝国に至る道程において幾度か訪れる「セルダン危機」を自らの力により乗り越える事を要求された（彼らの自助努力もプランの計算に含まれており、危機を乗り越えるにはある程度の犠牲を必要としていた事から「セルダンの数学は自らを助ける者を助ける」と言われている）。一方、彼らに心理歴史学の予言の内容を明かす訳にいかなかったために、心理歴史学者はごく一部を除いて秘密の第二ファウンデーションに隠遁し、セルダン・プランの検証と修正に従事する事となった。精神操作能力を持つ突然変異体ミュールの出現によりセルダン・プランに致命的な危機が生じた際には、第二ファウンデーションのリーダーである「第一発言者」自らがその解決に当たった。しかしその結果、将来的に第二帝国復興の暁に彼らが支配的エリートとして君臨する事を恐れた第一ファウンデーションからの敵意を招く事となり、更に心理歴史学の第3の基本原則とその致命的欠陥を発見したゴラン・トレヴィズが銀河系の未来を超有機体ガイアに委ねた事により、セルダン・プランは事実上頓挫する事になった。
なお作中でも、セルダンが気体分子運動論をモデルに心理歴史学を考案した事や、名称をむしろ「心理社会学」にすべきだったと発言するなどの描写がある。

### 主な心理歴史学者
ハリ・セルダン
銀河暦11988年生。ヘリコン出身の数学者で心理歴史学の創設者。ストリーリング大学で「心理歴史学プロジェクト」を率いた。一時期デマーゼルの後を継いで銀河帝国首相を務めた（クレオン暗殺と共に辞職）。かつて学問のために失恋して以来女性と疎遠だったが、トランターでの逃避行を共にした歴史学者ドーズ・ヴェナビリを妻に、ダール地区で出会った孤児レイチを養子にする。「ツイスト」と呼ばれる武道（合気道の一種）を嗜んでいる。プロジェクトがターミナスに追放された後もトランターに留まり、銀河暦12069年、81歳で老衰で死去。
『新・銀河帝国興亡史』では、彼の出現自体がダニールらによって計画されていた物であった事が示されている。
ユーゴ・アマリル
トランター・ダール地区の下級労働者だったが、独学で数学を学ぶ。逃亡中のセルダンにその非凡な才能を見出されて心理歴史学プロジェクトに招かれ、生涯を学究に費やした。プライム・レイディアントの作成など、心理歴史学においてセルダンに次いで大きな功績を残した。
ワンダ・セルダン
セルダンの孫娘（ただし養子レイチの娘であり血縁関係は無い）。幼少時から心理歴史学に興味を抱く。また精神作用能力を持ち、経済的理由で窮地に陥った心理歴史学プロジェクトを救済する。
スティッティン・パルヴァー
晩年のセルダンが銀河図書館で出会った青年。「ツイスト」の達人で、心理歴史学を習う事を条件にセルダンの護衛を引き受ける。後にワンダと同じ精神作用能力の持ち主である事が判明し、彼女と共に第二ファウンデーションの礎となる。
ガール・ドーニック
晩年のセルダンに召喚された若き数学者。セルダンを弾劾する裁判に巻き込まれ、後にターミナス遠征隊に同行する。セルダンの伝記を書いており、ターミナスに広く流布している。
ボー・アルーリン
ワンダとスティッティンに見出された精神作用能力者のひとりでターミナスに留まった唯一の心理歴史学者。若き日のターミナス市長サルヴァー・ハーディンが教えを受けていた。
エブリング・ミス
ミュール時代のターミナスの心理学者。心理歴史学とセルダン・プランの解明を研究していた。ミュールから逃れてトランターに移ってからは、警告のために第二ファウンデーションの位置を突き止めようとする。
プリーム・パルヴァー
スティッティンの子孫で第19代の第一発言者。ミュールの脅威を退けた先代に続いて、第一ファウンデーションからの敵意という難題を解決に導く。
ストー・ジェンディバル
若き発言者。「アンチ・ミュール（ガイア）」によるプランへの干渉を看破する。後に第26代の第一発言者となったと見られる。